# Lloque Yupanqui

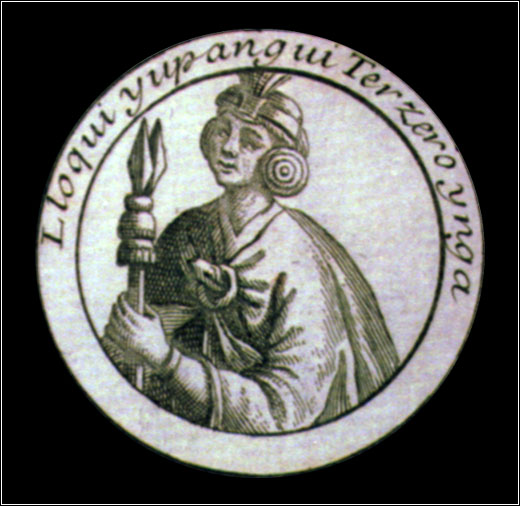
Schwarz-Weiß-Darstellung von Lloque Yupanqui

Lloque Yupanqui, nach peruanischer Quechua-Schreibung Lluq'i Yupanki, war der dritte Herrscher (Sinchi) des Königreichs von Qusqu (Cuzco) der Inkas (etwa um das Jahr 1260). Er war der Sohn von Sinchi Roca und Vater des späteren Sinchi Mayta Cápac.
Seine Regierungszeit war von Kämpfen seines Volkes, der Inkas, mit den Walla (spanische Schreibweise: Hualla), Ureinwohnern von Qusqu, geprägt.
Lluq'i bedeutet auf Quechua so viel „links“ oder „Linkshänder“, während sich Yupanki mit dem Verb yupay (zählen, wörtlich: „du zählst“) in Verbindung bringen lässt.